# Bleach: Heat the Soul
Bleach: Heat the Soul (ＢＬＥＡＣＨ：ヒート・ザ・ソウル?) es una serie de videojuegos de lucha en 3D basados en el manga y anime Bleach de Tite Kubo, para PSP. Es desarrollada por Eighting y publicada por SCEI. De momento solo se ha comercializado en Japón. Presenta un estilo de gráficos Cel-shading.

## Sistema de juego
La saga de Bleach: Heat the Soul son combates en 3D. Similar a la saga Dragon Ball Z: Budokai, donde hay dos botones para golpear, X y O. Cada personaje posee una larga lista de combos para realizar con la combinación de estos botones y la flecha de dirección. El triángulo sirve para saltar y el cuadrado para recargar el reiatsu (energía). Este último, se indica en una barra que se recarga hasta nueve veces sin gastar energía. Como más barras tengas, más fuerte es tu personaje. Además podrás realizar técnicas finales. Esta se realizan con cuadrado más X o O (En Bleach: Heat the Soul 5 estas no está). Hay de diferentes clases, un gran disparo de energía (Como el Directo de Chad), un corto ataque cinematográfico o Ichigo se coloca la máscara de Visored.
Hasta Bleach: Heat the Soul 5, los Bankais y Shikais de los Shinigamis, eran personajes independientes. En este último, los personajes pueden liberar sus zanpakutō en pleno combate. Con un previo gasto de energía, se activa apretando L más R. Además, este último añade el modo Tag, en el cual luchas en parejas. Hay una barra que te indica la disponibilidad del personaje de apoyo. Cuando esta llena, L sirve para cambiar de personaje y R para que realizar un ataque o apoyo del personaje auxiliar. Llega un momento en el cual puedes activar un modo, donde realiza un ataque final combinado, pero solo con ciertas parejas (como la de Shinji Hirako y Hiyori Sarugaki).

## Juegos

### Bleach: Heat the Soul
Bleach: Heat the Soul (ＢＬＥＡＣＨ：ヒート・ザ・ソウル?) es el primero de la saga. Salió a la venta el 5 de marzo de 2005. Consta de solo seis personajes. Abarca el inicio de la serie, cuando Ichigo Kurosaki pasa a ser un shinigami sustituto hasta que Rukia Kuchiki es llevada de vuelta a la Sociedad de Almas.

### Bleach: Heat the Soul 2
Bleach: Heat the Soul 2 (ＢＬＥＡＣＨ：ヒート・ザ・ソウル２?) salió a la venta el 1 de septiembre de 2005. La historia empieza donde lo dejó la anterior entrega, Ichigo se dirige a la Sociedad de Almas a rescatar a Rukia. El plantel de personaje aumenta a 12.

### Bleach: Heat the Soul 3
Bleach: Heat the Soul 3 (ＢＬＥＡＣＨ：ヒート・ザ・ソウル３?) salió a la venta el 6 de julio de 2006. El juego dispone de 36 personajes. La historia abarca todos los acontecimientos ocurrido en el rescate de Rukia de la Sociedad de Almas. También se dispone de Ulquiorra para el inicio de la saga de los Arrancar.

### Bleach: Heat the Soul 4
Bleach: Heat the Soul 4 (ＢＬＥＡＣＨ：ヒート・ザ・ソウル４?) salió a la venta el 24 de mayo de 2007. El juego dispone de un plantel de 51 personajes jugables, además de 30 jugadores de solo apoyo. La historia abarca el primer encuentro con los Arrancar y los Visored. El modo historia es una serie de combates vistos en la serie, donde hay condiciones para superarlos, como por ejemplo el combate de Ichigo contra Grimmjow, donde solo lo puedes dañar si Ichigo lleva puesto la máscara. 

### Bleach: Heat the Soul 5
Bleach: Heat the Soul 5 (ＢＬＥＡＣＨ：ヒート・ザ・ソウル５?) salió a la venta el 15 de marzo de 2008. . La historia abarca desde la entrada a Hueco Mundo al rescate de Orihime Inoue hasta el encuentro final de Ichigo y Grimmjow. El juego presenta 59 personajes (contando transformaciones). Como novedad, los Bankais se liberan en pleno combate y se puede realizar combates 2 vs 2.

### Bleach: Heat the Soul 6
Bleach: Heat the Soul 6 (ＢＬＥＡＣＨ：ヒート・ザ・ソウル6 ?) El juego salió a la venta en Japón el 14 de mayo de 2009. Se ha confirmado la aparición de los personajes de 100 años antes en los que aparecen los vizards como capitanes de la sociedad de almas desde donde empieza la serie así como la presencia de los arrancar y otros de entregas anteriores del juego.

### Bleach: Heat the Soul 7
Bleach: Heat the Soul 7 (ＢＬＥＡＣＨ：ヒート・ザ・ソウル7?) salió a la venta el 2 de septiembre de 2010, solo en Japón. Entre sus novedades, incluye un aumento de la plantilla de personajes, como la presencia de todos los Espadas y sus resurrecciones o la segunda forma de Hollow de Ichigo; o el nuevo modo de batalla vs 4.

## Personajes
| Personajes                                                                             | 1  | 2  | 3  | 4  | 5   | 6   | 7  |
| -------------------------------------------------------------------------------------- | -- | -- | -- | -- | --- | --- | -- |
| Aaroniero Arruruerie (Kaien Shiba)                                                     | No | No | No | No | Sí  | Sí  | Sí |
| Allon (Quimera Parca)                                                                  | No | No | No | No | No  | No  | Sí |
| Barragan Luisenbarn                                                                    | No | No | No | No | No  | No  | Sí |
| Byakuya Kuchiki (Shikai)                                                               | No | Sí | Sí | Sí | Sí  | Sí  | Sí |
| Byakuya Kuchiki (Bankai)                                                               | No | No | Sí | Sí | Sí1 | Sí1 | Sí |
| Cirucci Thunderwitch                                                                   | No | No | No | No | Sí  | Sí  | Sí |
| Dordoni Alessandro Del Socacchio                                                       | No | No | No | No | Sí  | Sí  | Sí |
| Gantenbein Mosqueda                                                                    | No | No | No | No | Sí  | Sí  | Sí |
| Gin Ichimaru EX                                                                        | No | Sí | Sí | Sí | No  | No  | No |
| Gin Ichimaru                                                                           | No | No | No | Sí | Sí  | Sí  | Sí |
| Grimmjow Jeagerjaques                                                                  | No | No | No | Sí | Sí  | Sí  | Sí |
| Grimmjow Jeagerjaques (Pantera)                                                        | No | No | No | No | Sí1 | Sí1 | Sí |
| Hachigen Ushōda                                                                        | No | No | No | No | No  | No  | Sí |
| Tier Halibel                                                                           | No | No | No | No | No  | Sí  | Sí |
| Tier Halibel (Tiburón)                                                                 | No | No | No | No | No  | No  | Sí |
| Hiyori Sarugaki                                                                        | No | No | No | Sí | Sí  | Sí  | Sí |
| Hiyori Sarugaki (Mascara Hollow)                                                       | No | No | No | No | Sí1 | Sí1 | Sí |
| Ichigo Kurosaki (Shinigami Substituto)                                                 | Sí | Sí | Sí | Sí | No  | Sí  | Sí |
| Ichigo Kurosaki (Shikai)                                                               | No | Sí | Sí | Sí | Sí  | Sí  | Sí |
| Ichigo Kurosaki (Bankai)                                                               | No | No | Sí | Sí | Sí1 | Sí1 | Sí |
| Ichigo Kurosaki (Forma Final Hollow)                                                   | No | No | No | No | No  | No  | Sí |
| Ichigo Kurosaki (Hollow interior Shikai)                                               | No | No | No | No | Sí  | Sí  | Sí |
| Ichigo Kurosaki (Hollow interior Bankai)                                               | No | No | No | Sí | Sí1 | Sí1 | Sí |
| Ikkaku Madarame (Shikai)                                                               | No | No | No | Sí | Sí  | Sí  | Sí |
| Ikkaku Madarame (Bankai)                                                               | No | No | No | No | Sí1 | Sí1 | Sí |
| Iduru Kira                                                                             | No | No | Sí | Sí | Sí  | Sí  | Sí |
| Jūshirō Ukitake                                                                        | No | No | Sí | Sí | Sí  | Sí  | Sí |
| Kenpachi Zaraki                                                                        | No | No | Sí | Sí | Sí  | Sí  | Sí |
| Kensei Muguruma                                                                        | No | No | No | Sí | Sí  | Sí  | Sí |
| Kisuke Urahara                                                                         | No | Sí | Sí | Sí | Sí  | Sí  | Sí |
| Kisuke Urahara (Capitán)                                                               | No | No | No | No | No  | Sí  | Sí |
| Kusaka Sōjirō                                                                          | No | No | No | No | Sí  | Sí  | Sí |
| Lisa Yadōmaru                                                                          | No | No | No | Sí | Sí  | Sí  | Sí |
| Love Aikawa                                                                            | No | No | No | No | No  | No  | Sí |
| Luppi                                                                                  | No | No | No | Sí | Sí  | Sí  | Sí |
| Mashiro Kuna                                                                           | No | No | No | No | No  | Sí  | Sí |
| Mayuri Kurotsuchi                                                                      | No | No | Sí | Sí | Sí  | Sí  | Sí |
| Momo Hinamori                                                                          | No | No | Sí | Sí | Sí  | Sí  | Sí |
| Muramasa                                                                               | No | No | No | No | No  | No  | Sí |
| Nanao Ise                                                                              | No | No | Sí | Sí | Sí  | Sí  | Sí |
| Nelliel Tu Odelschwanck                                                                | No | No | No | Sí | Sí  | Sí  | Sí |
| Nelliel Tu Odelschwanck                                                                | No | No | No | No | Sí1 | Sí1 | Sí |
| Nelliel Tu Odelschwanck (Gamuza)                                                       | No | No | No | No | No  | Sí1 | Sí |
| Nemu Kurotsuchi                                                                        | No | No | Sí | Sí | Sí  | Sí  | Sí |
| Nnoitra Gilga                                                                          | No | No | No | No | Sí  | Sí  | Sí |
| Nnoitra Gilga (Santa Teresa)                                                           | No | No | No | No | No  | Sí1 | Sí |
| Orihime Inoue EX                                                                       | Sí | Sí | Sí | Sí | No  | No  | No |
| Orihime Inoue                                                                          | No | No | No | Sí | Sí  | Sí  | Sí |
| Rangiku Matsumoto                                                                      | No | No | Sí | Sí | Sí  | Sí  | Sí |
| Renji Abarai (Shikai)                                                                  | Sí | Sí | Sí | Sí | Sí  | Sí  | Sí |
| Renji Abarai (Bankai)                                                                  | No | No | Sí | Sí | Sí1 | Sí1 | Sí |
| Rōjūrō Otoribashi                                                                      | No | No | No | No | No  | Sí  | Sí |
| Rukia Kuchiki (Gigai)                                                                  | Sí | Sí | Sí | Sí | Sí  | Sí  | Sí |
| Rukia Kuchiki (Shikai)                                                                 | No | No | Sí | Sí | Sí  | Sí1 | Sí |
| Rukia Kuchiki (Dark Rukia)                                                             | No | No | No | No | No  | Sí  | Sí |
| Ryūken Ishida                                                                          | No | No | No | No | No  | Sí  | Sí |
| Sajin Komamura                                                                         | No | No | Sí | Sí | Sí  | Sí  | Sí |
| Senna                                                                                  | No | No | No | No | Sí  | Sí  | Sí |
| Shigekuni Yamamoto-Genryūsai                                                           | No | No | Sí | Sí | Sí  | Sí  | Sí |
| Shinji Hirako                                                                          | No | No | No | Sí | Sí  | Sí  | Sí |
| Shinji Hirako (Mascara Hollow)                                                         | No | No | No | No | Sí1 | Sí1 | Sí |
| Shuren                                                                                 | No | No | No | No | No  | No  | Sí |
| Shūhei Hisagi                                                                          | No | No | Sí | Sí | Sí  | Sí  | Sí |
| Shunsui Kyōraku                                                                        | No | No | Sí | Sí | Sí  | Sí  | Sí |
| Suì-Fēng                                                                               | No | No | Sí | Sí | Sí  | Sí  | Sí |
| Sōsuke Aizen EX                                                                        | No | No | Sí | Sí | No  | No  | No |
| Sōsuke Aizen                                                                           | No | No | No | Sí | Sí  | Sí  | Sí |
| Coyote Stark                                                                           | No | No | No | No | No  | No  | Sí |
| Szayel Aporro Granz                                                                    | No | No | No | No | Sí  | Sí  | Sí |
| Szayel Aporro Granz (fornicarás)                                                       | No | No | No | No | No  | Sí1 | Sí |
| Tessai Tsukabishi                                                                      | No | No | No | No | No  | Sí  | Sí |
| Tōsen Kaname                                                                           | No | No | No | Sí | Sí  | Sí  | Sí |
| Tōshirō Hitsugaya (Shikai)                                                             | No | Sí | Sí | Sí | Sí  | Sí  | Sí |
| Tōshirō Hitsugaya (Bankai)                                                             | No | No | Sí | Sí | Sí1 | Sí1 | Sí |
| Ulquiorra Cifer                                                                        | No | No | Sí | Sí | Sí  | Sí  | Sí |
| Ulquiorra Cifer (Resurrección Segunda Etapa)                                           | No | No | No | No | No  | No  | Sí |
| Uryū Ishida EX                                                                         | Sí | Sí | Sí | Sí | No  | No  | No |
| Uryū Ishida (Forma Final)                                                              | No | No | Sí | Sí | No  | Sí  | Sí |
| Uryū Ishida                                                                            | No | No | No | Sí | Sí  | Sí  | Sí |
| Uryū Ishida (Seele Schneider)                                                          | No | No | No | No | Sí1 | Sí1 | Sí |
| Yachiru Kusajishi                                                                      | No | No | Sí | Sí | Sí  | Sí  | Sí |
| Yammy                                                                                  | No | No | No | Sí | Sí  | Sí  | Sí |
| Yammy (Ira)                                                                            | No | No | No | No | No  | No  | Sí |
| Yasutora Sado EX                                                                       | Sí | Sí | Sí | Sí | No  | No  | No |
| Yasutora Sado                                                                          | No | No | No | Sí | Sí  | Sí  | Sí |
| Yasutora Sado (Brazo izquierdo Diablo)                                                 | No | No | No | No | Sí1 | Sí1 | Sí |
| Yoruichi Shihōin                                                                       | No | Sí | Sí | Sí | Sí  | Sí  | Sí |
| Yumichika Ayasegawa                                                                    | No | No | No | Sí | Sí  | Sí  | Sí |
| Zommari Le Roux                                                                        | No | No | No | No | No  | Sí  | Sí |
| Zommari Le Roux (Brujería)                                                             | No | No | No | No | No  | Sí1 | Sí |
| Notas: 1. La transformación se realiza en combate. EX. Versión original del personaje. |    |    |    |    |     |     |    |